# Wereldkampioenschappen zwemmen 2023 – 200 meter vrije slag mannen
De 200 meter vrije slag voor mannen op de wereldkampioenschappen zwemmen 2023 in Fukuoka vond plaats op 24 en 25 juli 2023. Na afloop van de series kwalificeerden de zestien snelste zwemmers zich voor de halve finales, de snelste acht uit de halve finales gingen door naar de finale.

## Records
Voorafgaand aan het toernooi waren dit het wereldrecord en het kampioenschapsrecord
| Wereldrecord         | Paul Biedermann | 1.42,00 | Rome | 28 juni 2009 |
| Kampioenschapsrecord | Paul Biedermann | 1.42,00 | Rome | 28 juni 2009 |

## Uitslagen

### Series
| Rang | Serie | Baan | Naam                  | Land                   | Tijd    | Bijz. |
| ---- | ----- | ---- | --------------------- | ---------------------- | ------- | ----- |
| 1    | 7     | 3    | Luke Hobson           | Verenigde Staten       | 1.45,69 | Q     |
| 2    | 8     | 5    | Matthew Richards      | Verenigd Koninkrijk    | 1.45,82 | Q     |
| 3    | 8     | 4    | David Popovici        | Roemenië               | 1.45,86 | Q     |
| 4    | 7     | 5    | Tom Dean              | Verenigd Koninkrijk    | 1.46,02 | Q     |
| 5    | 7     | 2    | Lee Ho-joon           | Zuid-Korea             | 1.46,21 | Q     |
| 6    | 6     | 3    | Kieran Smith          | Verenigde Staten       | 1.46,38 | Q     |
| 7    | 7     | 1    | Lucas Henveaux        | België                 | 1.46,40 | Q     |
| 8    | 6     | 5    | Katsuhiro Matsumoto   | Japan                  | 1.46,44 | Q     |
| 9    | 6     | 6    | Fernando Scheffer     | Brazilië               | 1.46,45 | Q     |
| 10   | 8     | 3    | Felix Auböck          | Oostenrijk             | 1.46,48 | Q     |
| 11   | 6     | 4    | Pan Zhanle            | China                  | 1.46,49 | Q     |
| 12   | 6     | 8    | Alexander Graham      | Australië              | 1.46,58 | Q     |
| 13   | 6     | 2    | Marco De Tullio       | Italië                 | 1.46,69 | Q     |
| 13   | 7     | 4    | Hwang Sun-woo         | Zuid-Korea             | 1.46,69 | Q     |
| 13   | 8     | 7    | Rafael Miroslaw       | Duitsland              | 1.46,69 | Q     |
| 16   | 8     | 6    | Antonio Djakovic      | Zwitserland            | 1.46,70 | Q     |
| 17   | 8     | 2    | Danas Rapšys          | Litouwen               | 1.46,87 |       |
| 17   | 8     | 8    | Hadrien Salvan        | Frankrijk              | 1.46,87 |       |
| 19   | 6     | 0    | Jorge Iga             | Mexico                 | 1.46,89 |       |
| 20   | 6     | 7    | Kai Taylor            | Australië              | 1.46,94 |       |
| 21   | 7     | 7    | Denis Loktev          | Israël                 | 1.47,08 |       |
| 22   | 8     | 9    | Robin Hanson          | Zweden                 | 1.47,09 |       |
| 23   | 8     | 1    | Nándor Németh         | Hongarije              | 1.47,11 |       |
| 24   | 6     | 1    | Stefano di Cola       | Italië                 | 1.47,27 |       |
| 25   | 5     | 3    | Kamil Sieradzki       | Polen                  | 1.47,34 |       |
| 26   | 5     | 6    | Alfonso Mestre        | Venezuela              | 1.47,36 |       |
| 27   | 5     | 5    | Velimir Stjepanović   | Servië                 | 1.47,93 |       |
| 28   | 7     | 9    | Kregor Zirk           | Estland                | 1.48,00 |       |
| 29   | 8     | 0    | Roman Fuchs           | Frankrijk              | 1.48,13 |       |
| 30   | 5     | 4    | Khiew Hoe Yean        | Mauritius              | 1.48,18 |       |
| 31   | 7     | 0    | Dimitrios Markos      | Griekenland            | 1.48,84 |       |
| 32   | 7     | 8    | Hong Jinquan          | China                  | 1.48,93 |       |
| 33   | 5     | 1    | Glen Lim Jun Wei      | Singapore              | 1.49,13 |       |
| 34   | 6     | 9    | Luis Domínguez        | Spanje                 | 1.49,28 |       |
| 35   | 5     | 2    | Jovan Lekić           | Bosnië en Herzegovina  | 1.49,54 |       |
| 36   | 4     | 5    | Joaquín Vargas        | Peru                   | 1.49,85 |       |
| 37   | 4     | 1    | František Jablčník    | Slowakije              | 1.50,61 |       |
| 38   | 4     | 3    | Santiago Corredor     | Colombia               | 1.50,68 |       |
| 39   | 4     | 2    | Pit Brandenburger     | Luxemburg              | 1.51,27 |       |
| 39   | 4     | 4    | Wesley Roberts        | Cookeilanden           | 1.51,27 |       |
| 41   | 5     | 7    | Zac Reid              | Nieuw-Zeeland          | 1.51,66 |       |
| 42   | 4     | 8    | Omar Abbass           | Syrië                  | 1.52,11 |       |
| 43   | 5     | 8    | Dulyawat Kaewsriyong  | Thailand               | 1.52,24 |       |
| 44   | 4     | 6    | Righardt Muller       | Zuid-Afrika            | 1.52,25 |       |
| 45   | 3     | 2    | Loris Bianchi         | San Marino             | 1.53,10 |       |
| 46   | 5     | 0    | Hoàng Quý Phước       | Vietnam                | 1.53,67 |       |
| 47   | 4     | 0    | Pavel Alovatki        | Moldavië               | 1.54,19 |       |
| 48   | 5     | 9    | Baturalp Ünlü         | Turkije                | 1.54,56 |       |
| 49   | 3     | 4    | Matheo Mateos         | Paraguay               | 1.54,67 |       |
| 50   | 3     | 3    | Sauod Alshamroukh     | Koeweit                | 1.54,77 |       |
| 51   | 4     | 9    | Alberto Vega          | Costa Rica             | 1.55,07 |       |
| 52   | 3     | 6    | Henrique Mascarenhas  | Angola                 | 1.55,09 |       |
| 53   | 3     | 0    | Monyo Maina           | Geschorste zwembond    | 1.55,28 |       |
| 54   | 1     | 3    | Artur Barseghyan      | Armenië                | 1.55,69 |       |
| 55   | 2     | 0    | Lin Sizhuang          | Macau                  | 1.55,87 |       |
| 56   | 3     | 1    | Mauricio Arias        | Dominicaanse Republiek | 1.55,90 |       |
| 57   | 4     | 7    | Simon Doueihy         | Libanon                | 1.55,96 |       |
| 58   | 2     | 8    | Mahmoud Abu Garbieh   | Palestina              | 1.56,37 |       |
| 59   | 2     | 4    | Nasir Yahya Hussain   | Nepal                  | 1.57,26 |       |
| 60   | 3     | 7    | Ado Gargovic          | Montenegro             | 1.57,81 |       |
| 61   | 3     | 8    | Clinton Opute         | Nigeria                | 1.57,92 |       |
| 62   | 2     | 6    | Justino Pale          | Mozambique             | 1.58,32 |       |
| 63   | 2     | 2    | Muhammad Siddiqui     | Pakistan               | 1.58,36 |       |
| 64   | 3     | 3    | Mohammed Al Zaki      | Saoedi-Arabië          | 1.58,96 |       |
| 65   | 1     | 1    | Ali Sadeq Alawi       | Bahrein                | 1.59,08 |       |
| 66   | 2     | 2    | Mal Gashi             | Kosovo                 | 1.59,20 |       |
| 67   | 1     | 1    | Hussein Suwaed        | Irak                   | 1.59,69 |       |
| 68   | 2     | 5    | Issa Al-Adawi         | Oman                   | 2.00,09 |       |
| 69   | 2     | 7    | Israel Poppe          | Guam                   | 2.02,57 |       |
| 70   | 2     | 9    | Diego Aranda          | Uruguay                | 2.02,84 |       |
| 71   | 2     | 1    | Sangay Tenzin         | Bhutan                 | 2.06,93 |       |
| 72   | 1     | 4    | Kyler Anthony Kihleng | Micronesië             | 2.07,89 |       |
| 73   | 3     | 5    | Mark Ducaj            | Albanië                | DNS     | DNS   |
| 73   | 7     | 6    | Lukas Martens         | Duitsland              | DNS     | DNS   |

### Halve finales
| Rang | Serie | Baan | Naam                | Land                | Tijd    | Bijz. |
| ---- | ----- | ---- | ------------------- | ------------------- | ------- | ----- |
| 1    | 2     | 5    | David Popovici      | Roemenië            | 1.44,70 | Q     |
| 2    | 2     | 4    | Luke Hobson         | Verenigde Staten    | 1.44,87 | Q     |
| 3    | 1     | 1    | Hwang Sun-woo       | Zuid-Korea          | 1.45,07 | Q     |
| 4    | 1     | 5    | Tom Dean            | Verenigd Koninkrijk | 1.45,29 | Q     |
| 5    | 1     | 4    | Matthew Richards    | Verenigd Koninkrijk | 1.45,40 | Q     |
| 6    | 2     | 3    | Lee Ho-joon         | Zuid-Korea          | 1.45,93 | Q     |
| 7    | 1     | 3    | Kieran Smith        | Verenigde Staten    | 1.45,96 | Q     |
| 8    | 1     | 2    | Felix Auböck        | Oostenrijk          | 1.45,97 | SO    |
| 8    | 1     | 6    | Katsuhiro Matsumoto | Japan               | 1.45,97 | SO    |
| 10   | 2     | 1    | Marco De Tullio     | Italië              | 1.46,05 |       |
| 10   | 2     | 7    | Pan Zhanle          | China               | 1.46,05 |       |
| 12   | 2     | 8    | Rafael Miroslaw     | Duitsland           | 1.46,30 |       |
| 13   | 1     | 7    | Alexander Graham    | Australië           | 1.46,61 |       |
| 14   | 1     | 8    | Antonio Djakovic    | Zwitserland         | 1.46,66 |       |
| 15   | 2     | 6    | Lucas Henveaux      | België              | 1.46,77 |       |
| 16   | 2     | 2    | Fernando Scheffer   | Brazilië            | 1.47,35 |       |

#### Swim-off
| Rang | Baan | Naam                | Land       | Tijd    | Bijz. |
| ---- | ---- | ------------------- | ---------- | ------- | ----- |
| 1    | 4    | Felix Auböck        | Oostenrijk | 1.46,30 | Q     |
| 2    | 5    | Katsuhiro Matsumoto | Japan      | 1.46,37 |       |

### Finale
| Rang   | Baan | Naam             | Land                | Tijd    | Bijz. |
| ------ | ---- | ---------------- | ------------------- | ------- | ----- |
| Goud   | 2    | Matthew Richards | Verenigd Koninkrijk | 1.44,30 |       |
| Zilver | 6    | Tom Dean         | Verenigd Koninkrijk | 1.44,32 |       |
| Brons  | 3    | Hwang Sun-woo    | Zuid-Korea          | 1.44,42 |       |
| 4      | 4    | David Popovici   | Roemenië            | 1.44,90 |       |
| 5      | 5    | Luke Hobson      | Verenigde Staten    | 1.45,09 |       |
| 6      | 7    | Lee Ho-joon      | Zuid-Korea          | 1.46,04 |       |
| 7      | 1    | Kieran Smith     | Verenigde Staten    | 1.46,10 |       |
| 8      | 8    | Felix Auböck     | Oostenrijk          | 1.46,40 |       |